# Rudolf von Werl
Rudolf von Werl (auch Ludolf) (* um 982/86; † 12. Juli um 1044) stammte aus dem Haus der Grafen von Werl und war Graf im Groningerland im friesischen Emsland.

## Familie
Rudolf war Sohn von Hermann I. von Werl und Gerberga von Burgund. Er war Bruder von Hermann II. von Werl und Bernhard von Werl. Des Weiteren war er Stiefbruder (eigentlich Halbbruder!) der Kaiserin Gisela und der Mathilde verheiratet mit Konrad I. von Kärnten. Er war auch Cousin König Heinrichs II. und Neffe König Rudolfs III. von Burgund.

## Leben
Über ihn ist nur wenig bekannt. Seinen Namen verdankte er seinem Onkel. Über seine Enkelin Oda wurde der Vorname von den Grafen von Stade übernommen. Er war Inhaber einer Reichsgrafschaft im Groningerland (Hunse- und Fivelgo). In dieser Eigenschaft ist er noch um 1040 durch Quellen zu fassen. Möglicherweise hat er im Emsland auch Vogteirechte des Klosters Werden verwaltet. Er scheint 1018/19 die Opposition seines Bruders Hermann gegen Heinrich II. und 1025 bis 1027 die Opposition von Mathilde gegen Konrad II. unterstützt zu haben. Er hatte einen Sohn mit Namen Hermann, der um 1045 Richenza aus dem Haus der Ezzonen geheiratet hatte. Ein Sohn könnte der Bischof von Paderborn Rudolf/Rotho gewesen sein. Das Totenbuch von Essen verzeichnet ihn am 12. Juni als „Rudolphus comes.“